# 川端有子
川端 有子（かわばた ありこ、1962年 - ）は、日本の児童文学研究者。日本女子大学家政学部児童学科教授。イギリスの19世紀小説、英語圏の児童文学を研究している。

## 経歴
京都市生まれ。川端善明の長女、母は佐野えんねの長女・川端春枝。弟に歴史学者の川端新がいた。
1985年神戸大学文学部英文科卒、1990年関西学院大学文学部文学研究科博士後期課程単位取得満期退学。ローハンプトン大学文学部博士号取得。1990年愛知県立大学外国語学部講師、1992年助教授、2007年教授、2009年日本女子大学家政学部児童学科教授。

## 著書
- 『少女小説から世界が見える ペリーヌはなぜ英語が話せたか』河出書房新社 2006
- 『児童文学の教科書』玉川大学出版部 2013

### 共編著
- 『子どもの文化を学ぶ人のために』戸苅恭紀,難波博孝共編 世界思想社 2002
- 『英国レディになる方法』岩田託子共著 河出書房新社 2004
- 『子どもの本と〈食〉 物語の新しい食べ方』西村醇子共編 玉川大学出版部 2007
- 『「もの」から読み解く世界児童文学事典』こだまともこ,水間千恵,本間裕子,遠藤純共編著 原書房 2009
- 『図説英国レディの世界』岩田託子共著 河出書房新社 ふくろうの本 2011
- 『ケイト・グリーナウェイ ヴィクトリア朝を描いた絵本作家』編著 河出書房新社 らんぷの本 2012
- 『「場所」から読み解く世界児童文学事典』藤田のぼる,宮川健郎,目黒強,水間千恵共編著 原書房 2014
- 『映画になった児童文学』水間千恵,横川寿美子,吉本和弘共著 玉川大学出版部 2015

### 翻訳
- ロバータ・シーリンガー・トライツ『ねむり姫がめざめるとき フェニミズム理論で児童文学を読む』吉田純子共監訳 阿吽社 2002
- シャーリー・フォスター,ジュディ・シモンズ『本を読む少女たち ジョー、アン、メアリーの世界』柏書房 シリーズ<子どもと本> 2002
- マリア・ニコラエヴァ, キャロル・スコット『絵本の力学』南隆太共訳 玉川大学出版部 2011
- L・M・モンゴメリ作 E・R・エパリー編『赤毛のアンスクラップブック』編著・訳 河出書房新社 2013
- ジェーン・ドゥーナン『絵本の絵を読む』正置友子,灰島かり共訳 玉川大学出版部 2013

## 論文
- <川端有子